# Luxemburger Wort
Pour les articles homonymes, voir Wort.
Luxemburger Wort est un quotidien luxembourgeois édité par Mediahuis Luxembourg (ex-Saint-Paul Luxembourg). Au-delà des rubriques traditionnelles d'un quotidien, le Luxemburger Wort publie régulièrement des dossiers spéciaux, analyses de fond et informations exclusives. La plupart des articles sont écrits en allemand, mais certaines informations sont également publiées en luxembourgeois ou en français. Le journal touche quotidiennement un public de plus de 180 000 personnes (imprimé et papier électronique).

## Histoire
Le Luxemburger Wort, premier quotidien national, édité depuis 1848 par Mediahuis Luxembourg (ex-Saint-Paul Luxembourg), est le leader de l'information et de la presse d'opinion au Luxembourg. 
La première version du Luxemburger Wort a été publiée trois jours après le décret sur l'abolition de la censure de la presse.
Le 22 septembre 2022, la version française du site de Luxemburger Wort est relancée sous le nom de Virgule.